# Narragodes costinota
Narragodes costinota là một loài bướm đêm trong họ Geometridae.